# August Groh

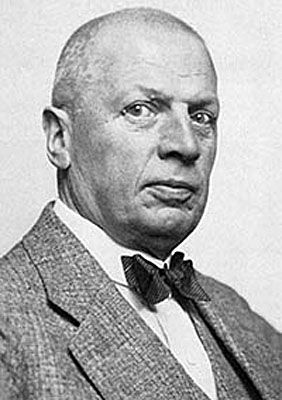
August Groh

August Groh (* 23. Februar 1871 in Neckarsteinach; † 14. Oktober 1944 ebenda) war ein deutscher Maler und Illustrator.

## Leben
August Karl Adolf Groh war der Sohn eines Kaufmanns. Nach Abschluss der Volksschule in Neckarsteinach und der Realschule in Heidelberg besuchte er ab 1886 die Kunstgewerbeschule in Karlsruhe und wechselte 1889 an die Großherzoglich Badische Kunstschule. Hier erhielt er Ausbildung bei Theodor Poeckh (1839–1921), Ernst Schurth (1848–1910), Caspar Ritter (1861–1923) und Gustav Schönleber (1851–1917). Infolge seiner Begabung wurde er in die Meisterklasse von Ferdinand Keller (1842–1922) aufgenommen. Sein Studium wurde durch eine einjährige militärische Dienstzeit beim 1. Badischen Leib-Grenadier-Regiment Nr. 109. 
Nach dem Studium unternahm er Studienreisen nach Italien, Österreich, Ungarn, Kroatien, Frankreich und in die Niederlande.
Im Jahr 1898 erhielt August Groh eine Stelle als nichtetatmäßiger Lehrer für Figurenzeichnen, Aktzeichnen, Anatomie und Naturdarstellung an der Kunstgewerbeschule und erhielt hier 1900 eine Professur. Von 1907 bis 1912 war er künstlerischer Berater für Kostümwesen und Bühnenbild am  Großherzoglichen Hoftheater und leitete die Hoftheatergarderobe.
Er nahm am Ersten Weltkrieg teil und war zuletzt Leutnant an der Ostfront. Nach Kriegsende nahm er seine Lehrtätigkeit wieder auf. Als 1920 die Kunstgewerbeschule und die Kunstakademie zur Landeskunstschule zusammengelegt wurden, erhielt er auch hier eine Professur, innerhalb derer auch Monumentalmalerei und Plakatkunst lehrte,  und wurde zum Senatsmitglied ernannt. Infolge eines Personalabbaus wurde er 1924 in den einstweiligen Ruhestand versetzt und war anschließend als freischaffender Künstler tätig. Er behielt sein bisheriges Atelier als Mieter, bis er 1934 in seine Geburtsstadt Neckarsteinach zog.
August Groh war ab 1897 mit Paula Emilie Lang verheiratet. Das Ehepaar hatte einen Sohn.

## Werk
August Grohs Werk umfasst Porträts, Öl- und Temperastudien, Dekorationsentwürfe, Plakate und Illustrationen. Unter den Letzteren sind besonders
39 Grafiken für die 1898 erschienene deutsche Erstausgabe des Dschungelbuchs von Rudyard Kipling zu erwähnen. Ab 1908 schuf er in Konstanz Jugendstilfresken im unteren Saal des Konzilsgebäudes, an der Villa Prym, im Regimentskasino und in der evangelischen Kirche. 1920/1921 gestaltete er Fresken in der Gedächtnishalle des Melanchthonhauses in Bretten, deren Ausführung er in einem Wettbewerb noch vor dem Ersten Weltkrieg gewonnen hatte.

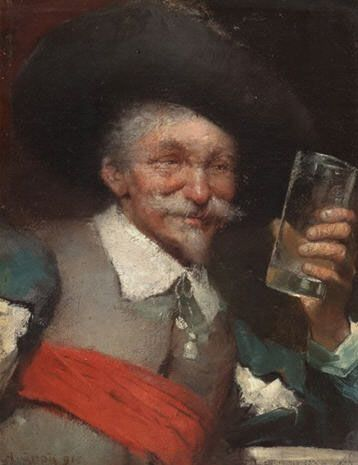
Trinkender Kavalier (1891)
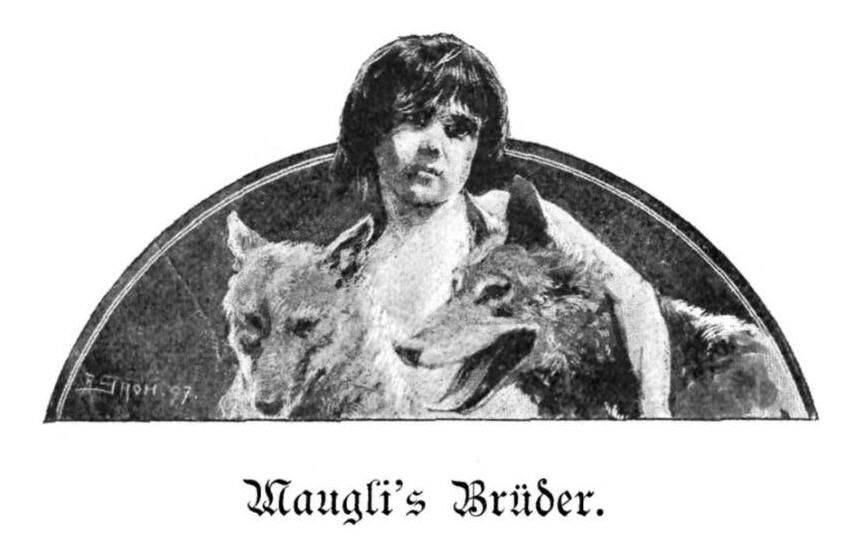
Eingangsvignette zum Dschungelbuch (1898)
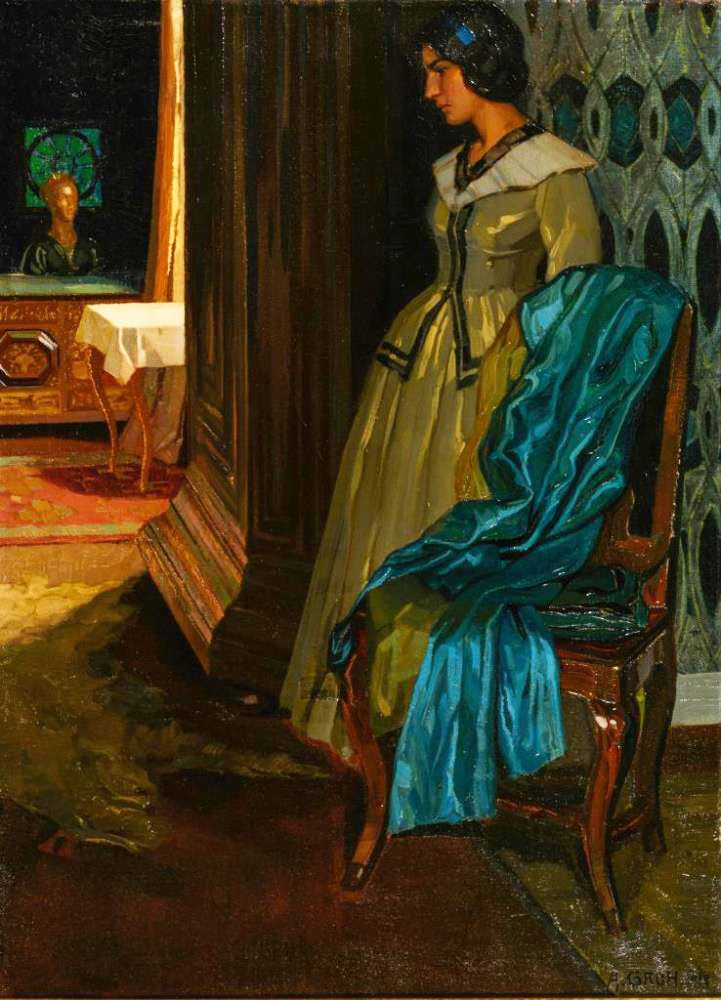
Junge Dame im Vorzimmer (1913)
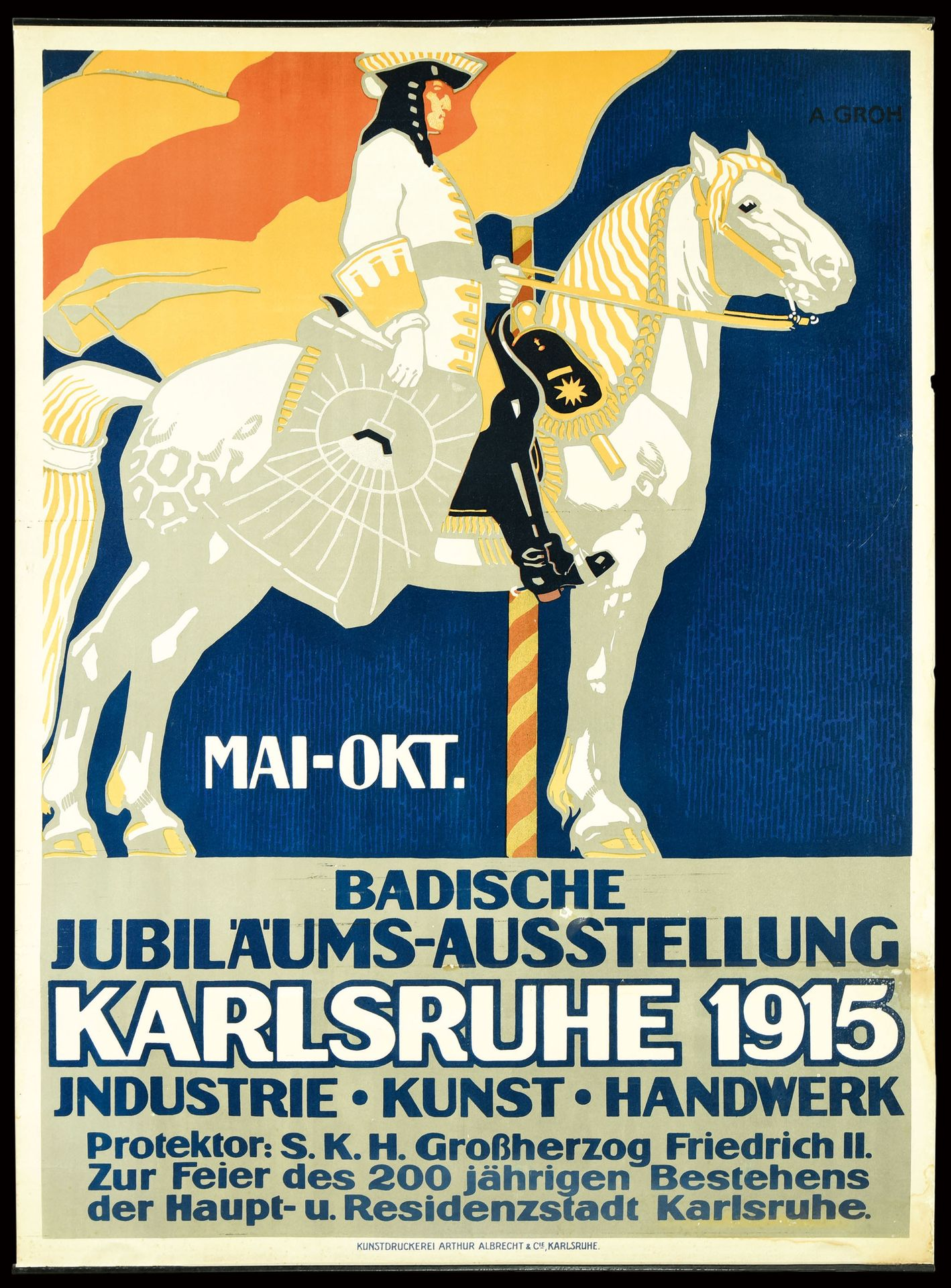
Ausstellungsplakat (1915)
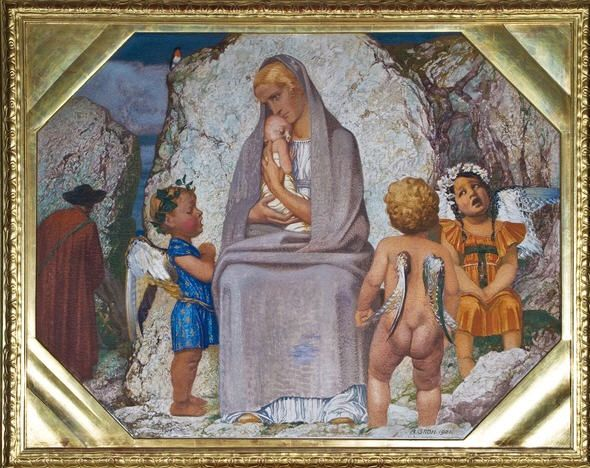
Muttergottes mit schlafendem Jesuskind (1921)
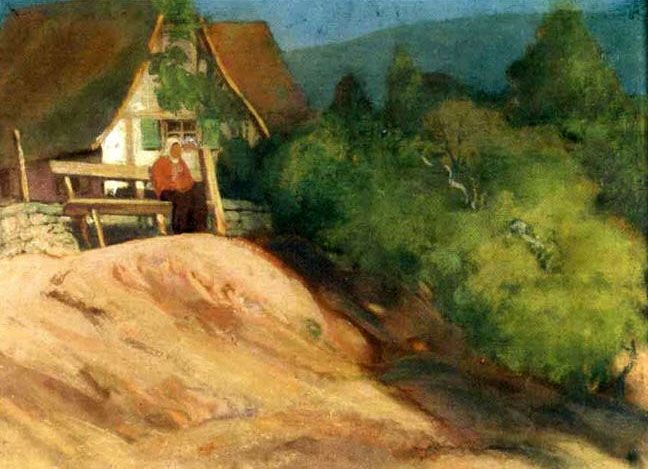
Bauernhaus